# Конгсвингер ИЛ Топфотбал
Конгсвингер ИЛ Топфотбал (на норвежки: Kongsvinger IL Toppfotball, кратка форма по името на града Конгсвингер) е норвежки футболен клуб, базиран в едноименния град Конгсвингер. След като участва в Типелиген през 1983 и 1999 г. през 2010 г. се завръща отново сред елита на норвежкия футбол. Играе мачовете си на стадион Йемселун.